# فرنسيس إتش كيمبل
فرنسيس إتش كيمبل (بالإنجليزية: Francis H. Kimball)‏ هو مهندس معماري أمريكي، ولد في 24 سبتمبر 1845 في مين في الولايات المتحدة، وتوفي في 20 ديسمبر 1919.